# Gazelopka sawannowa
Gazelopka sawannowa (Eudorcas thomsonii) – przedstawiciel rodziny wołowatych z rzędu parzystokopytnych.

## Występowanie i biotop
Występują w Kenii i Tanzanii. Zamieszkują sawanny.

## Wygląd
Smukłe ciało pokryte jest płową sierścią. Po bokach tułowia i niektórych częściach głowy biegną czarne pasy. Brzuch, tylna część zadu i wewnętrzne strony kończyn są białe. Rogi gazeli są długie i nieznacznie wykrzywione. Krótki, czarny ogon leżący w białej sierści na zadzie zwanej lustrem służy do odganiania owadów.

## Informacje ogólne

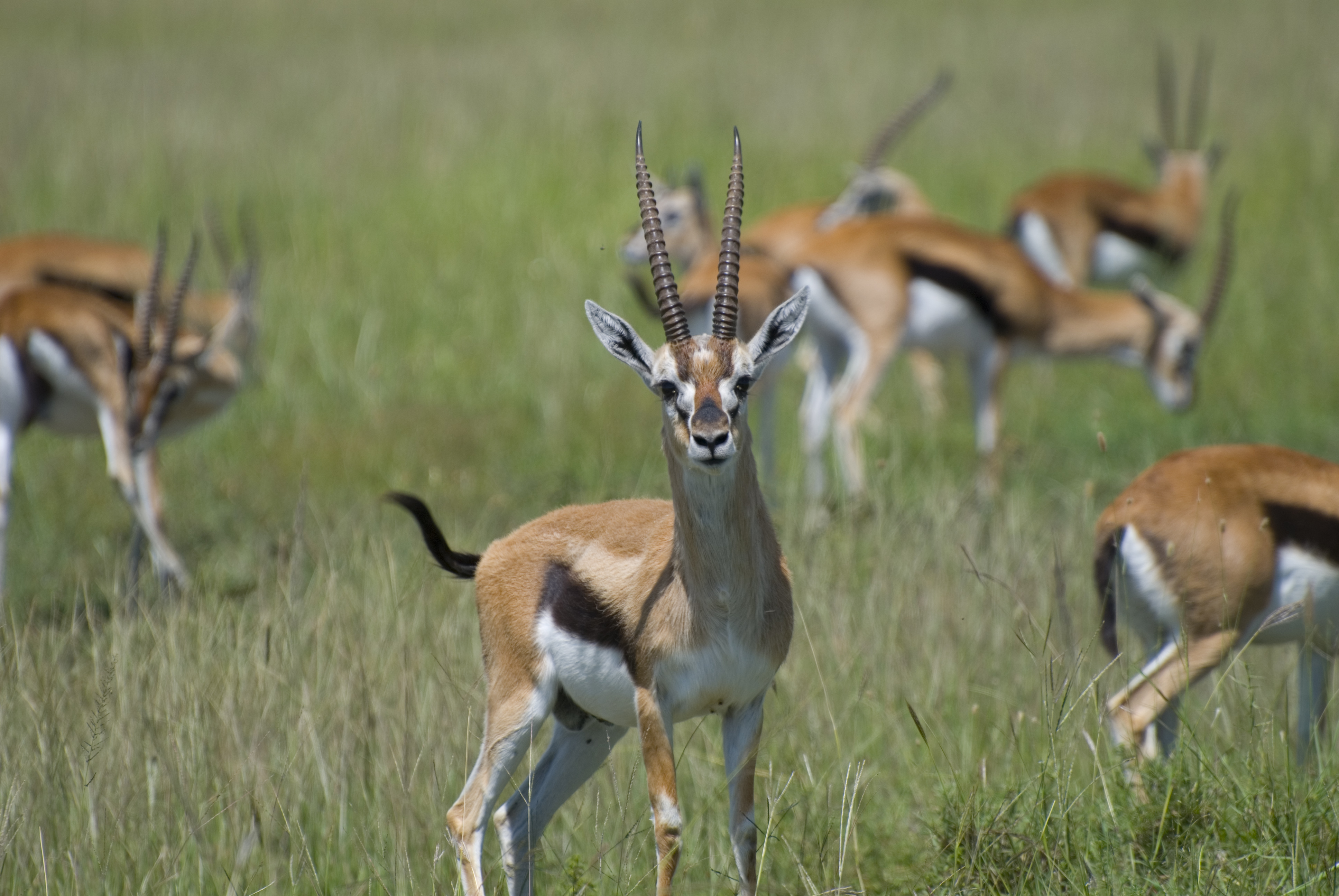
Stado Tomi

Wysokość w kłębie:

60–90 cm

Długość ciała:

80–110 cm

Długość ogona:

19–27 cm

Waga:

30–35 kg

Długość życia:

10–12 lat

## Tryb życia
Żyjąc w pobliżu wodopoju gazele prowadzą osiadły tryb życia, lecz stada zamieszkujące tereny suche podejmują się długich wędrówek. W porze deszczowej przemieszczają się razem z gnu i zebrami czasami także z topi.

### Pokarm
Preferują krótkie, niezbyt gęste trawy. Zjadają też resztki pozostawione przez zebry i gnu, a podczas suszy chętnie żywią się owocami i gałązkami krzewów.

### Rozmnażanie
Samce spotykające się podczas okresu godowego na granicach swojego terytorium przystępują do rytualnej walki – zderzają się rogami. Ciąża tomi trwa ok. 6 miesięcy. Po trzech tygodniach od porodu młode jest w stanie dołączyć do grupy. W wieku 2 miesięcy przestaje ssać mleko, a po ukończeniu 1. roku życia osiąga dojrzałość płciową.

## Inne
- dzięki rozwiniętym gruczołom ślinowym gazele mogą jeść bardzo suchy pokarm
- energicznie machając ogonem tomi ostrzegają się nawzajem przed niebezpieczeństwem
- młode poznaje matkę po charakterystycznych dźwiękach i machaniu głową